# Philibert de Naillac
Philibert de Naillac fou el 34è Mestre de l'Hospital des de 1396 al 1421, quan va morir.
En un context difícil, Philibert de Naillac va reorganitzar l'orde, afeblida des de 1352 i greument afectada per la crisi del Cisma d'Occident. Fins i tot hi va haver un mestre rival, Riccardo Caracciolo, que havia fet ombra a l'anterior mestre, Juan Fernández de Heredia.

## Biografia

### De la llengua d'Alvèrnia a la llengua de França
Philibert de Naillac va néixer en una data desconeguda al castell de La Sostrana, situat als confins del Poitou, de Berry, de la Marche i del Llemosí, o potser al de Blanc. Era fill de Périchon de Naillac, vescomte de Bridiers, un dels set vescomtes del Peiteu, senyor de Naillac, de Blanc, i de Gargilesse
Admès com a cavaller a l'orde a la llengua d'Alvèrnia, fou successivament comanador de Paulhac i batlle de Lureuil abans 1374. El 1390 va passar un fet excepcional quan els hospitalers d'Aquitània el van elegir per ser el seu cap, d'aquesta manera va deixar la llengua d'Alvèrnia per passar a la de França, a la qual pertanyia la província d'Aquitània.

### Desastre de Nicòpolis (1396)
El 1396, Naillac, amb nombrosos senyors francesos i una tropa d'unes desenes d'hospitalers, s'havia unit a l'exèrcit de Segimon d'Hongria, que també es va reforçar amb contingents de tot Europa. En total uns 90 a 100.000 homes que van fer front a l'exèrcit otomà que comptava amb el mateix nombre d'efectius, comandats pel soldà Baiazet I (1389-1403), anomenat Yildirim ("...").
Els dos exèrcits van combatre el 25 de setembre als voltants de Nicòpolis, avui dia Nikopolis, Bulgària, al costat del Danubi. En un primer moment semblava que els cristians guanyarien, ja que van posar fora de combat 30 mil turcs, però van aconseguir sobreposar-se al desordre i atacar el centre de l'exèrcit cristià, sobretot a causa de la indisciplina dels cavallers cristians. El mateix Baiazet va combatre i va assegurar el desenllaç favorable a la batalla.

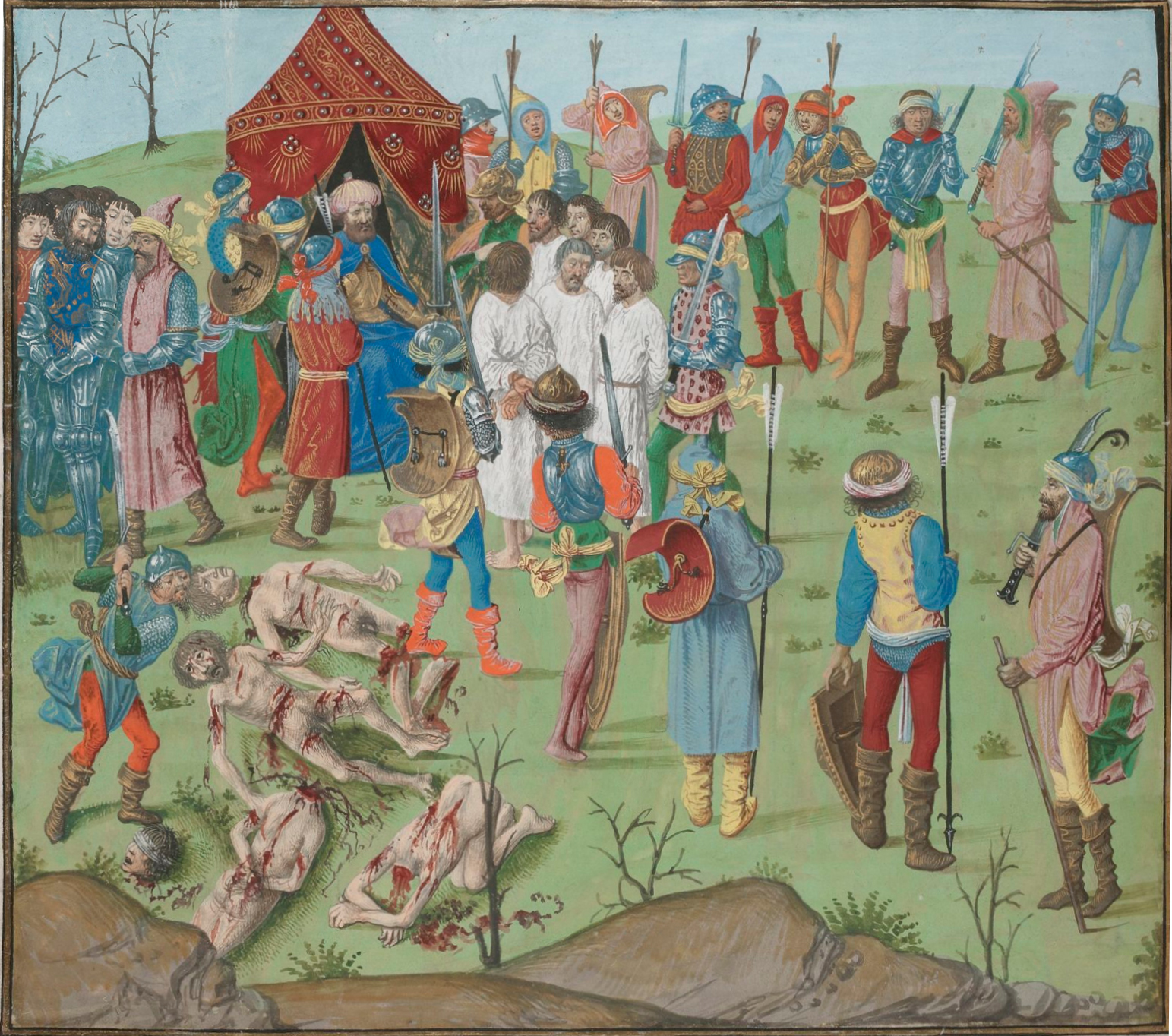
La massacre dels cristians després de Nicòpolis

L'exèrcit de Segimon, al seu torn, va patir l'envestida del dèspota Stefan Lazarevic, cunyat i aliat de Baiazet. La desfeta cristiana estava anunciada, sobretot quan els vàlacs i transilvans van marxar sense entrar en combat.
Baiazet, ofuscat per la venjança, ja que havia perdut gran part de l'exèrcit al principi de la batalla, no va deixar els vençuts. Només els grans senyors van ser salvats, ja que es podia cobrar un rescat per a ells, la resta van ser executats. Baiazet va comptar amb l'ajuda de Jacques de Helly, que parlava turc, ja que l'havia servit anteriorment. Fout Helly qui va identificar els nobles.
Abans que la derrota fos consumada, el cercle de Segimon, entre els quals hi havia Naillac i altres hospitalers, van convèncer el rei de fugir. Van decidir aconseguir les ribes del mar Negre i després Constantinoble. Fou aquí quan Naillac va conèixer la seva elecció com a Mestre i va marxar cap a  Rodes el gener de 1397.

### El nou treball a l'orde
El nou Mestre va haver de fer front a una veritable crisi dins de l'Orde, que va posar en perill la unitat i el futur. Amb molta energia, Naillac va intentar trobar sortida a tots els problemes.
Contràriament al seu predecessor, que va prendre part pels papes d'Avinyó, Naillac va mantenir l'Orde en una neutralitat total davant de les querelles del Cisma. El capítol general de l'Orde, reunit a Rodes amb absència de pressions van poder elegir Naillac com a mestre sense les influències d'Avinyó ni de Roma.
Va començar per reunir una suma de 30 mil ducats d'or per pagar els rescats de diversos presoners de Nicopolis, va reforçar les defenses de Rodes i també de les altres illes de l'arxipèlag hospitaler, i va continuar la missió primordial de l'orde, la lluita contra els infidels, en aquest cas contra els otomans. Va contribuir també, a l'alliberament del mariscal Jean II Le Meingre, dit le Boucicaut, (1365-1421) que havia estat fet presoner a la batalla d'Azincourt (1415) i que finalment moriria en captivitat a Anglaterra. El 1399 va ajudar Constantinoble, assetjada per Bajazet.
El 1402, Tamerlà es va presentar a l'Àsia Menor. Bajazet, amb el suport de les forces sèrbies d'Esteve Lazarévitch, hi va anar a l'encontre, però les seves tropes van patir un fort revés a la regió d'Ankara el 20 de juliol de 1402. Bajazet fou fet presoner, passejat com a trofeu de guerra i va morir en captivitat l'any següent. Tamerlà es va dirigir, llavors, cap a la costa mediterrània, va posar setge a Esmirna, possessió hospitalera. Però va fracassar i en un raid va morir. D'aquesta manera els hospitalers van poder ocupar l'antiga Halicarnàs, on van construir el castell de Sant Pere, sobre l'actual Bodrum.
Naillac va acompanyar un destacament Hospitaler, juntament amb el mariscal Boucicaut, governador de Gènova, en una expedició contra els mamelucs d'Egipte a l'Orient el 1403. El cos francès va desembarcar a la costa de Trípoli. Els mamelucs van ser previnguts pels venecians, recelosos del seu comerç. Els cristians, llavors, van renunciar a atacar Saïda, defensada per 30 mil homes i van reembarcar. El 27 d'octubre de 1403, Hospitalers i mamelucs van signar un fràgil tractat de pau que no fou trencat fins al mestratge de Jean de Lastic el 1440.

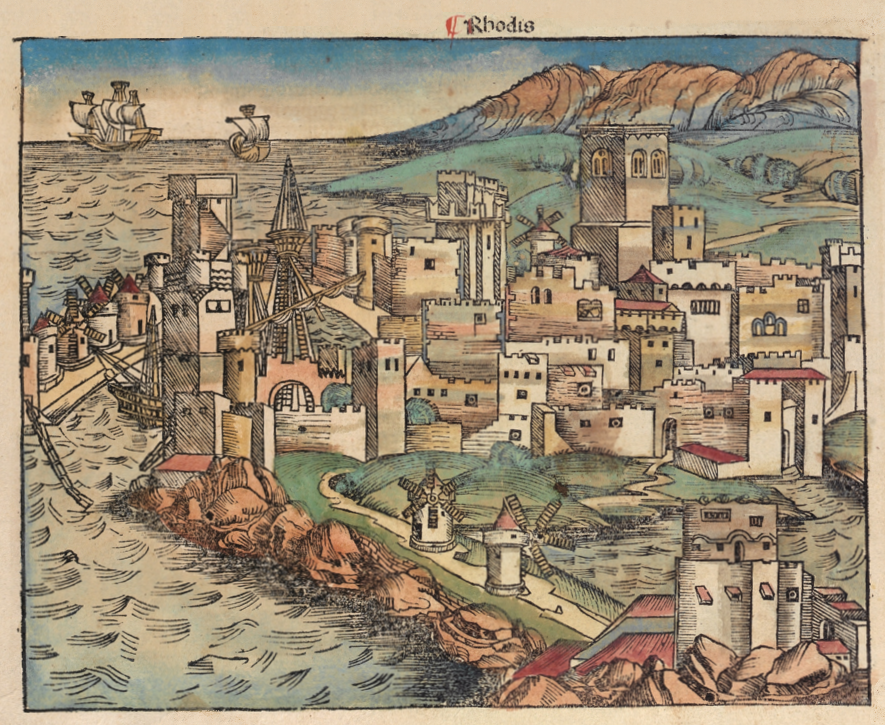
Rodes vers 1490. A l'esquerra domina el port, la torre de Naillac, flanquejada de quatre torretes (Gravat extret de la Crònica de Nuremberg (1493).

Pel que fa a les construccions militars, Naillac es va dedicar a construir una torre que controlava tot el port i que portava el seu nom. Estava flanquejada per quatre torretes. Aquesta torre fou destruïda per un terratrèmol el 1863 i no fou mai més reconstruïda. També es va dedicar a fortificar totes les illes de l'arxipèlag hospitaler.

### La diplomàcia
El febrer de 1409 Naillac va deixar Rodes per anar a Europa per defensar la causa de l'orde davant les corts de Roma i Avinyó. Fou a Aix-en-Provence que va reunir el capítol general de l'orde el 19 d'abril de 1410. S'hi van tractar els problemes de fons: la regla, la disciplina, les finances (amb el problema de les responsions de les comandes i priorats europeus i que no arribaven a Rodes), les relacions de l'orde amb el papat, immerses en la crisi del Cisma... Naillac es va esforçar per intentar convèncer els papes successius i rivals de la necessitat de no intervenir en els afers de l'orde i que cada papa nomenés els seus fidels respectius per a les comandes i els priorats dels quals tenien control.
Va emprendre un llarg periple davant dels monarques europeus per demanar ajudar per a l'orde. Va intentar visitar totes les comandes d'Europa, cosa que no va fer cap més mestre. Aquest llarg viatge no li va impedir continuar amb els afers de Rodes, ja que enviava instruccions per correspondència tant a la seu central com als priorats.
El 9 de juliol de 1420 va retornar a Rodes on va morir l'any següent. Va deixar un orde nou, amb una disciplina restaurada, les finances sanejades, la defensa de la ciutat i les places forte de l'arxipèlag reforçades. Sense cap mena de dubte, el seu magisteri ocupa un "lloc excepcional", tal com va escriure Delaville le Roulx. Sense ell, possiblement, l'orde no hagués sobreviscut a les pugnes papals del Cisma.